# Die Charles-Bukowski-Tapes
Die Charles-Bukowski-Tapes sind eine Sammlung von Kurzinterviews mit dem US-amerikanischen Schriftsteller Charles Bukowski, gefilmt und zusammengestellt von Barbet Schroeder und erschienen 1987 in den USA. Die gut vierstündige Videodokumentation gilt inzwischen als Kultfilm.

## Handlung
Die Charles-Bukowski-Tapes sind eine insgesamt mehr als vierstündige Sammlung von 52 zwischen einer und zehn Minuten langen, nach Themen geordneten Kurzinterviews mit dem US-amerikanischen Kult-Autor Charles Bukowski. Regisseur Barbet Schroeder (Weiblich, ledig, jung sucht …) befragt Bukowski zu Themen wie Alkohol, Gewalt und Frauen. Unter anderem führt Bukowski das kleine Kamerateam durch sein Elternhaus und seine damalige Nachbarschaft, der Großteil der Interviews findet allerdings in Bukowskis Wohnung oder Garten statt. Die wohl bekannteste Szene der Dokumentation zeigt eine Gewalttätigkeit Bukowskis gegenüber seiner Ehefrau Linda Lee.

## Entstehungsgeschichte
Die Dokumentation wurde aus etwa 64 Stunden Filmmaterial zusammengestellt, das im Zuge von Recherchearbeiten während der dreijährigen Vorbereitungszeit für Schroeders Kinofilm Barfly (1987) entstand, für den Bukowski das autobiographische Drehbuch verfasste.

## Kritiken
“An outrageously stimulating and unnerving all-night drinking session with a gutter eloquent barroom philosopher. […] One of the most intimate, revealing and unsparing glimpses any film or video has ever given us of a writer’s life and personality.”